# 芝加哥水塔
芝加哥水塔（英語：Chicago Water Tower）是美国芝加哥的一座历史建筑和地标建筑，位于近北区的密歇根大街北806号，即 华丽一英里购物区。

## 历史
芝加哥水塔建于1869年，用黄色石灰石建造，是美国第二古老的水塔，仅次于路易斯维尔的路易斯维尔水塔。
在1871年芝加哥大火中，该塔是少数幸存的建筑之一，也是唯一幸存的公共建筑。大火之后，水塔就成为老芝加哥以及芝加哥从大火中重建的标志。

## 参見
- 芝加哥大火